# Elephantomyia pauliani
Elephantomyia pauliani är en tvåvingeart som beskrevs av Alexander 1959. Elephantomyia pauliani ingår i släktet Elephantomyia och familjen småharkrankar.
Artens utbredningsområde är Komorerna. Inga underarter finns listade i Catalogue of Life.